# FAKE Design
FAKE Design est une agence d'architecture chinoise créée par l'artiste Ai Weiwei et dirigée par sa femme Lu Qing. Elle s'est illustrée par près de 70 constructions et projets paysagers ainsi que par sa participation au Stade national de Pékin, pour les Jeux olympiques d'été de 2008. Le monumental projet ORDOS 100, à Ordos en Mongolie Intérieure pour construire une ville entière sur 197 hectares, avec 100 villas de 1 000 m2 chacune depuis 2008,. FAKE Design organise le plan de masse et distribue les projets aux multiples agences d'architecture impliquées dans la création d'une maison.
Créée par Ai Weiwei sous le nom de FAKE DESIGN en 2000 peu après qu'il eut développé ses projets pour sa maison "Studio House" et le Chinese Art Archive and Warehouse (CAAW), l'agence est connue pour refléter l'influence d'Ai Weiwei dans la contestation artistique du régime chinois.

## Principales réalisations
- Stade national de Pékin en collaboration avec l'agence des architectes Herzog & de Meuron (2003-2008)
- Yiwu South Riverbank, Jinhua, 2002
- Plan de masse du Jinhua Architecture Park, Jinhua, 2002-2004[6]
- Plan de masse du projet ORDOS 100 à Ordos, depuis 2008[7].

### En Chine
- ORDOS 100: commissaire, urbaniste, paysagiste, Ordos, depuis 2008
- 241 Caochangdi, Caochangdi, Pékin, 2007
- Red Brick Art Galleries, Caochangdi, Pékin, 2007
- Undercover Villa, Ordos, 2007
- Naga Interior Design, en collaboration avec EXH, Pékin, 2007
- Kerry Center Auction House, Beijing, 2007
- Three Shadows Photography Art Center, Caochangdi, Pékin, 2006
- Shulang Factory, Yantai, 2006
- Treehouse du Waterville Golf Resort, de Lijiang, dans le Yunnan, en collaboration avec HHF architects, et l'ETH/SIA, 2005[8]
- National Art Gallery, Pékin, en collaboration avec Cui Kai, architecte en chef du China Architecture Design and Research Group, 2005
- Courtyard 104, Pékin, 2004
- Gowhere Restaurant, Pékin, 2004
- Courtyard 105, Pékin, 2004
- 9 Boxes-Taihe Complex, Pékin, 2004
- Anter Automotive Factory, Huaiyin, 2002
- Studio House, Caochangdi, Pékin, 1999

### Hors de Chine
- Fairytale 1001 Dormitory: installation temporaire pour le projet “Fairytale 1001” à la documenta XII, Cassel, Allemagne, construction éphémère, 2007[9]
- Tsai residence, collaboration HHF Architects + Ai Weiwei, Amren, États-Unis, 2008[10]
- Artfarm, collaboration HHF Architects + Ai Weiwei, Salt Point, États-Unis, 2008[11]

## Publications
- Eduard Kögel et Caroline Klein, MADE IN CHINA. Neue chinesische Architektur, Deutsche Verlags-Anstalt, 2005, 144 p. (ISBN 978-3-421-03508-0)
- Toshiko Mori, 32 Beijing/New York Issue 5/6, Ai Weiwei's Jinhua Architecture Park, Princeton Architectural Press, 2005, 64 p. (ISBN 978-1-56898-483-4, lire en ligne)
- Ai Weiwei, Atelier Feichang Jianzhu, et al., TU MU-Young Architecture From China, Berlin, Aedes, 2001 (ASIN B003BRYXSO)
- Chinese Art Archive and Warehouse, Bauwelt 35, 2001 (allemand)
- Ai Weiwei, Ai Weiwei's Blog : Writings, Interviews, and Digital Rants, 2006-2009, MIT Press, 2011, 320 p. (ISBN 978-2-916583-05-1)
- Caroline Klein, AI WEIWEI : Architecture, DAAB Media, Mul edition, 2011, 176 p. (ISBN 978-3-942597-01-2)
- Zhi Wenjun Xu Jie, New Chinese Architecture, Laurence King Publishers, 2009, 480 p. (ISBN 978-1-85669-608-1)